# Michel Landel
Pour les articles homonymes, voir Landel.
Michel Landel, né le 7 novembre 1951 à Meknès au Maroc, a été directeur général, président du comité exécutif et administrateur de Sodexo. Denis Machuel lui a succédé  24 janvier 2018.

## Biographie

### Formation
Michel Landel a étudié à l'European Business School, avant de rejoindre la Chase Manhattan Bank puis le Groupe Poliet. 

### Début de carrière
Il décide de quitter le monde de la banque et rejoint Sodexo en 1984 pour y occuper le poste de responsable des opérations pour l'Afrique de l'Est et du Nord. En 1989, il est promu responsable des opérations sur le territoire Nord-Américain. 
En à peine dix ans, l'entreprise monte à la quatrième place sur le marché de la restauration collective. En 1999, il gère le rapprochement avec Marriott Management Services pour créer Sodexho Marriott Services qui devient leader mondial dans son domaine[réf. nécessaire]. 

### Directeur général de Sodexo
Le 1er septembre 2005, il est promu directeur général de Sodexo, et succède ainsi au fondateur de l'entreprise Pierre Bellon qui reste président du groupe. Entre 2009 et 2014, il a développé la présence de Sodexo dans les pays du BRIC où les salariés sont passés de 11 % à 22 % des effectifs du Groupe. Il a également contribué à élargir l'offre de services de Sodexo au-delà de la restauration.
Deux fois par an, il réunit 350 dirigeants dans une nouvelle ville à l’international et participe à des focus groups dans le monde pour comprendre la réalité du terrain. En janvier 2014, il organise un chat d’1 heure 30 avec 1200 managers Sodexo de 56 pays pour répondre à leurs questions.
Il est à l’initiative de plusieurs actions qui visent à contribuer au développement économique et social des pays dans lesquels Sodexo opère, parmi lesquels STOP Hunger, programme de lutte contre la faim et la malnutrition déployé dans 42 pays[réf. nécessaire].
En 2012, Michel Landel a bénéficié d'un salaire de  1 869 186 € (+2,2 % vs 2011) dans le cadre de son poste de directeur général chez Sodexo .

## Distinctions[5]

### Décorations
- Chevalier de l'ordre de la Légion d'honneur depuis 2007[réf. nécessaire].

### Honneurs
- CEO Leadership Award, Diversity Best Practices (2003)[réf. nécessaire]
- CEO Advocate of the Year par l’Asian Enterprise Magazine (2004)[réf. nécessaire]
- Dans son classement annuel 2015, la Harvard Business Review place Michel Landel au 67e rang des patrons les plus performants au monde[6]

## Vie privée
Michel Landel est marié et père de trois enfants.